# Слешинский, Иван Владиславович
Иван Владиславович Слешинский (пол. Jan Śleszyński; 1854—1931) — математик польского происхождения. Родился в Киевской губернии Российской империи. 
Основные труды — по теории чисел, теории вероятностей и математической логике.

## Биография
Имел дворянское происхождение. 
Учился в Ришельевской гимназии.
31 августа 1871 года поступил в Новороссийский университет. 
Учился на физико-математическом факультете, который окончил в 1875 году.
В 1880 году, после сдачи магистерского экзамена, выехал в командировку в Берлин, где учился у Карла Вейерштрасса.
С 1883 года преподавал в Одессе: в средних учебных заведениях и Новороссийском университет. С 1893 года — профессор университета, с 1908 — заслуженный профессор.
В 1911—1924 годах преподавал в Краковском университете.

## Труды
- пол. Teoria dowodu (Теория доказательств), два тома  1925 и 1929.
- пол. Teoria wyznaczników (Теория определителей) 1926.